# Per Johansson (simmare)
Per "Senan" Johansson, född den 25 januari 1963, är en före detta frisimmare som deltog i de olympiska spelen 1980 i Moskva respektive 1984 i Los Angeles. Båda gångerna vann Johansson en individuell OS-bronsmedalj i 100 meter frisim. 1984 vann han OS-brons även i lagkappen 4 x 100 meter frisim, tillsammans med Bengt Baron, Mikael Örn och Thomas Lejdström.
I VM-sammanhang vann Per Johansson två bronsmedaljer i VM 1982 i Guayaquil, Ecuador: en i 100 meter frisim och en i lagkappen på 4 x 100 meter frisim tillsammans med Bengt Baron, Per Holmertz och Pelle Wikström.
Vid sim-EM segrade Per Johansson på sin favoritsträcka både vid tävlingarna 1981 och 1983.
Per Johanssons personliga rekord på 100 meter frisim är 50,02 s.

## Klubb
- Borlänge SS